# Pescaglia
Pescaglia es una localidad italiana de la provincia de Lucca, región de Toscana, con 3.781 habitantes.

Ubicación de la ciudad de Pescaglia dentro de la provincia de Lucca.

## Evolución demográfica
| Gráfica de evolución demográfica de Pescaglia entre 1861 y 2001 |
|                                                                 |
| Fuente ISTAT - Elaboración gráfica por parte de Wikipedia       |